# フロリアヌス
マルクス・アンニウス・フロリアヌス（Marcus Annius Florianus, ? - 276年）は、軍人皇帝時代のローマ皇帝。在位期間は3ヶ月に満たなかった（88日間）。

## 生涯
ローマ皇帝タキトゥスの異母（父）弟であり、タキトゥス帝が276年に死去した後、ヒスパニア、ブリタニア、ガリア、マウリタニア等の西方属州の軍隊により皇帝に推挙された。また、当初は元老院の支持が無かった事から、硬貨を鋳造すると共に元老院に対して自身への支持を要請したとされる。
一方で東方属州の軍隊はプロブスを皇帝として選出。フロリアヌスはヘルール族（ゲルマン族の1部族）と戦うために軍を率いており、フロリアヌス軍はプロブス軍とキリキア近郊で遭遇したものの、兵力に劣るプロブスが決戦を避けた。後にプロブスが徐々に優位に立ったことから、フロリアヌスは部下の裏切りに遭って殺害された。